# Jonathan Rodríguez
Jonathan Javier Rodríguez Portillo  (Florida, 6 de julho de 1993), conhecido como Jonathan Rodríguez é um futebolista uruguaio que joga como ponta-de-lança, extremo-esquerdo e direito. Atualmente joga pelo Portland Timbers.

## Carreira
Nasceu em Florida, Uruguai, Jonathan iniciou a sua carreira no clube Peñarol sendo este o seu clube local. Na primeira temporada, marcou 11 golos em 27 partidas marcando presença também em vários jogos na Copa Libertadores.
Em 29 de Janeiro de 2015, Jonathan transferiu-se para o Benfica por empréstimo até 30 de Junho de 2017 com 40% do seu passe pago pelo Benfica no valor de € 2 milhões com os restantes 60% em stand-by até 2017.
Jonathan juntou-se ao Benfica, juntamente com o compatriota Elbio Álvarez, ex jogador do Peñarol.
Em 22 de fevereiro de 2015, Jonathan estreou-se na equipa B do Benfica marcando dois golos na vitória por 3-0 em casa contra o Oriental da Segunda Liga Portuguesa. A 18 de março, ele marcou um hat-trick numa vitória em casa contra o Portimonense por 4-1.
Em 20 de junho de 2022, Jonathan foi contratado pelo América do México.

## Selecção
Marcou seu primeiro gol pelo Uruguai em um jogo amistoso contra Omã, em 13 de outubro de 2014.

## Títulos
Benfica
- Primeira Liga: 2014–15

Santos Laguna
- Campeonato Mexicano: 2018 (Clausura)